# Сборная Кыргызстана по футболу (до 20 лет)
Молодёжная сборная Кыргызстана по футболу была создана в 1991 году. Главный тренер — Максим Лисицын. В 2018 году сборная впервые вышла в финальную стадию Кубка Азии.

## История

### Чемпионат Кыргызстана
Молодёжная сборная, составленная из игроков до 21 года, дважды выступала в Высшей лиге Кыргызстана — в 2004 и 2005 годах. Результаты выступления: 2004 — последнее место (10 место), 2005 — предпоследнее (7 место).

### Участие в Кубках Содружества
В 2012 году молодёжная сборная Кыргызстана впервые приняла участие в Кубке Содружества, где заняла последнее, четвёртое место в своей группе, проиграв молодёжным сборным Латвии (2:3), Украины (0:4) и Молдавии (1:2). В турнире за 9-12 места киргизская команда обыграла сборные Туркменистана (3:1), Таджикистана (3:1) и Эстонии (2:0) и заняла девятое место. Ключевыми игроками того состава были Мирлан Мурзаев и Турсунали Рустамов.
На Кубке Содружества 2013 молодёжная сборная Кыргызстана также не вышла из группы проиграв Казахстану (1:3), успешно сыграв вничью с Россией (0:0) и Узбекистаном (2:2), причём в игре с узбеками вела в счёте по ходу матча. Таким образом команда Кыргызстана не вышла из группы. В матчах за 9-12 место молодёжная сборная Кыргызстана обыграла Латвию по серии послематчевых пенальти (6:4), затем в матче за девятое место также по пенальти обыграла Эстонию (4:3).
На турнире 2014 года команда Кыргызстана заняла последнее место. В групповом турнире сборная сыграла вничью с Таджикистаном, а другие два матча проиграла, также был проигран первый матч «утешительного турнира» против сборной Москвы. В матче за 11-е место Кыргызстан уступил по пенальти Таджикистану.
Наивысшего успеха сборная Кыргызстана добилась в розыгрыше 2015 года. Победив в групповом турнире молодёжную сборную России (2:1), команда впервые вышла в плей-офф турнира, где в четвертьфинале проиграла Финляндии. В матче за 5-6 место соперником снова стала Россия, которая в этой игре взяла реванш и в итоге Кыргызстан занял шестое место.
В 2016 году киргизская команда стала четвёртой.

## Недавние результаты
| Дата           | Соревнование      | Место           | Соперник    | Результат     |
| -------------- | ----------------- | --------------- | ----------- | ------------- |
| 25 января 2015 | Кубок Содружества | Санкт-Петербург | Россия      | Поражение 3:1 |
| 23 января 2015 | Кубок Содружества | Санкт-Петербург | Таджикистан | Победа 1:3    |
| 21 января 2015 | Кубок Содружества | Санкт-Петербург | Финляндия   | Поражение 0:1 |
| 19 января 2015 | Кубок Содружества | Санкт-Петербург | Россия      | Победа 1:2    |
| 18 января 2015 | Кубок Содружества | Санкт-Петербург | Латвия      | Ничья 1:1     |
| 16 января 2015 | Кубок Содружества | Санкт-Петербург | Молдавия    | Ничья 1:1     |

## Текущий состав
Состав сборной Кыргызстана на Кубок Азии 2025 года для игроков до 20 лет.
Вратари: Чомоев Султан и Нурланбеков Курманбек (оба — «Дордой») и Аскаралыев Астапбек («Илбирс»).
Защитники: Акылбеков Эламан, Бактыбеков Нурбол и Самат уулу Темирлан (все — «Илбирс»), Бекбердинов Арслан и Браузман Християн («Абдыш-Ата»), Боконов Баястан и Дациев Саид («Дордой»).
Полузащитники: Абдывалиев Бектур и Кенжебаев Эрмек («Дордой»), Бекбердинов Мирлан и Эрмеков Байбол («Илбирс»), Женишбеков Биймырза («Абдыш-Ата»), Кими Мерк («Кайзерслаутерн»), Кочконбаев Бектур («Талант»), Нурмат уулу Иррахимбек («Нефтчи») и Шаршенбеков Арсен («Алания»).
Нападающие: Мурзахматов Марлен («Дордой»), Джумабеков Сулейман («Талант»), Мелисбек уулу Эльзар и Ильичбек уулу Атай («Илбирс»).

## Тренеры
- Анарбек Ормонбеков (2014)
- Мирлан Эшенов (2014—?)
- Николай Южанин (2017—2022)
- Максим Лисицын (2022—2024)
- Сергей Пучков (2024—н.в.)

## Статистика в чемпионате
| Сезон | Дивизион                | Место в чемпионате | И  | В | Н | П  | ГЗ | ГП  | О  | Кубок Кыргызстана | Примечание |
| ----- | ----------------------- | ------------------ | -- | - | - | -- | -- | --- | -- | ----------------- | ---------- |
| 2004  | Высшая лига Кыргызстана | 10 из 10           | 36 | 6 | 2 | 28 | 25 | 100 | 20 | Третий раунд      | [ 5 ]      |
| 2005  | Высшая лига Кыргызстана | 7 из 8             | 24 | 4 | 3 | 17 | 28 | 53  | 15 | Второй раунд      | [ 6 ]      |